# Virgüín
Virgüín (del mapudungún: virqün, fürkün ‘fresco, frío’) es una localidad de la comuna de Ñiquén, en la Provincia de Punilla, de la Región de Ñuble, Chile. Según el censo de 2002, la localidad tenía una población de 607 habitantes.